# 伊塔普拉
伊塔普拉是巴西圣保罗州的一个市镇。总面积307.265平方公里，总人口3817人，人口密度12.4人/平方公里。